# لوفت‌هانزا رجینال

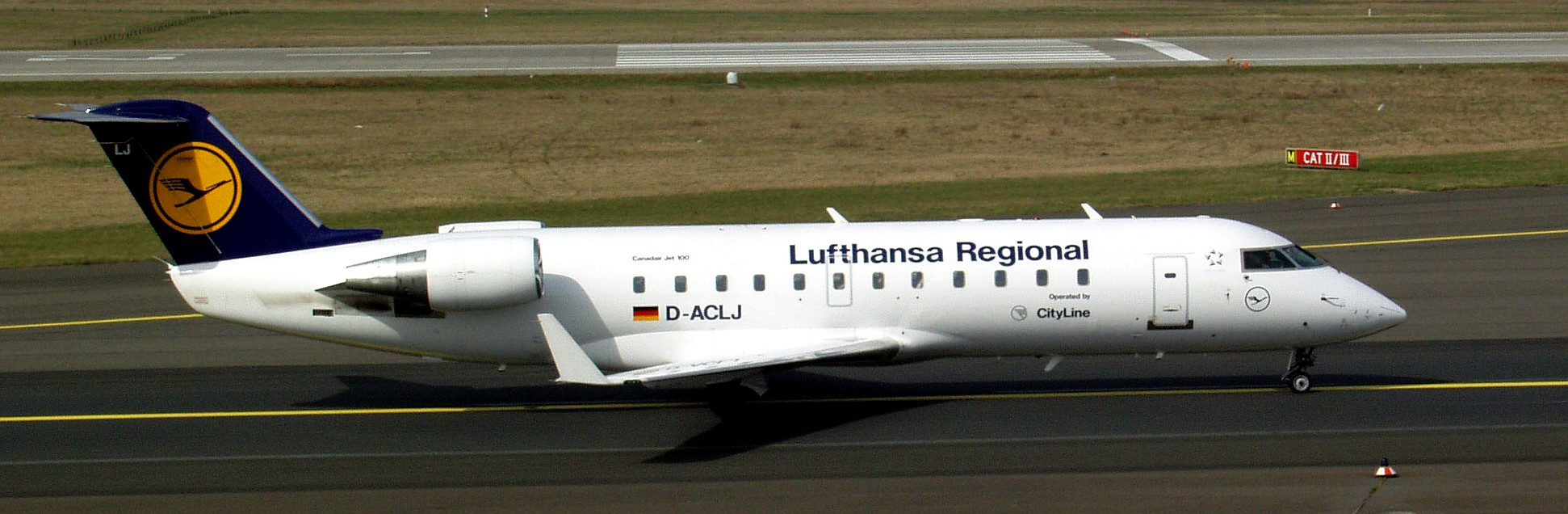
هواپیمای بمباردیه سی‌آرجی ۱۰۰ متعلق به لوفت‌هانزا رجینال

لوفت‌هانزا رجینال (به انگلیسی: Lufthansa Regional) شرکت هواپیمایی آلمانی است، که به‌عنوان خطوط هواپیمایی منطقه‌ای گروه لوفت‌هانزا فعالیت می‌کند و در حال حاضر روزانه به ۸۰ مقصد اروپایی پروازهای مستقیم دارد.
دفتر مرکزی شرکت لوفت‌هانزا رجینال در شهر کلن، آلمان قرار دارد و فرودگاه بین‌المللی فرانکفورت، فرودگاه مونیخ و فرودگاه بین‌المللی دوسلدورف، قطب‌های این شرکت هواپیمایی به‌شمار می‌آیند. لوفت‌هانزا رجینال در حال حاضر در ناوگان هوایی خود، دارای ۹۸ فروند هواپیمای جت مسافربری می‌باشد. این شرکت در سال ۲۰۱۳ بیش از ۱۰٫۵ میلیون مسافر را جابجا کرده‌است.